# 조셉 윕
조셉 윕(Joseph Whipp, 1941년 7월 12일 ~ )은 미국의 배우, 텔레비전 배우이다.
샌프란시스코에서 태어났다.

## 영화
- 더 미들 시즌1 (2009년)
- 히트우먼 (2003년)
- 수어싸이드 킹 (1997년)
- 스크림 (1996년) - 버크 보안관 역
- 샤론의 씨크리트 (1995년)
- 닥터슬론 (1993년)
- 메시지 (1992년)
- 반칙 게임 (1992년)
- 공포의 헬스 크럽 (1990년)
- 램페이지 (1987년)
- 아마존 (1986년)
- 블루문 특급 - 파일롯 (1985년)
- 보디 록 (1984년)
- 나이트메어 (1984년) - Sgt. 파커 역
- 성난 눈동자 (1982년)
- 해저드 마을의 듀크 가족 (1979년)
- 알카트라즈 탈출 (1979년)